# فرودگاه باندوندو
فرودگاه باندوندو (به انگلیسی: Bandundu Airport) یک فرودگاه همگانی با کد یاتا FDU است که یک باند فرود آسفالت دارد و طول باند آن ۱۳۸۰ متر است. این فرودگاه در کشور جمهوری دموکراتیک کنگو قرار دارد و در ارتفاع ۳۲۱ متری از سطح دریا واقع شده‌است.

## شرکت‌های هواپیمایی و مقصدهای پروازی

### Passenger airlines
| شرکت‌های هواپیمایی | مقصدهای پروازی |
| ----------------- | -------------- |
| Malila Airlift    | ان دولو        |

### Cargo airlines
- Cargo Bull Aviation